# Katastrofa górnicza w Stonawie
Katastrofa górnicza w Stonawie – miała miejsce 20 grudnia 2018 o godzinie 17:16, w kopalni ČSM-Północ w czeskiej Stonawie (cz. Důl ČSM Sever ve Stonavě), w Zagłębiu Ostrawsko-Karwińskim, zrzeszonej w OKD w Karwinie. W jej wyniku zginęło 13 górników (12 Polaków i 1 Czech), a 10 zostało rannych. Przyczyną katastrofy był wybuch metanu na poziomie 800 metrów pod ziemią. Była to druga co do skali katastrofa górnicza w Czechach od 1990 roku.
Prezydent Andrzej Duda ogłosił 23 grudnia dniem żałoby narodowej. 21 grudnia Izba Poselska Parlamentu Czech uczciła zmarłych minutą ciszy, a 22 grudnia w południe w całym kraju zawyły syreny.

## Katastrofa

### Okoliczności katastrofy
Do katastrofy doszło 20 grudnia 2018 o godzinie 17:16 na poziomie 800 metrów pod ziemią.

### Akcja ratownicza
Akcja ratownicza została ogłoszona natychmiast po tym, jak dyspozytor wydał komunikat o wybuchu metanu. Na miejsce katastrofy zostały skierowane trzy czeskie zastępy ratownicze oraz trzej lekarze (w sumie ok. 20 osób), którzy dotarli tam po 24 minutach. Dodatkowo powiadomiono lotnicze pogotowie ratunkowe, aby było przygotowane do przetransportowania rannych. Na polecenie premiera Mateusza Morawieckiego do Stonawy wysłano dwa polskie zastępy ratownictwa z Centralnej Stacji Ratownictwa Górniczego w Bytomiu, wyposażone w specjalistyczny pojazd górniczego pogotowia gazowego z aparaturą i chromatograf. Do poszukiwań górników kierowano kilkuosobowe zastępy, które ze względu na wysoką temperaturę, zawalone wyrobisko oraz toksyczne gazy zmieniały się maksymalnie co dwie godziny. W dniu katastrofy ratownicy dotarli do jednego ciała oraz 10 rannych górników. Trzech z nich zostało przewiezionych do szpitali (jeden trafił do szpitala w Karwinie po obrażeniach zewnętrznych w wyniku fali uderzeniowej; dwóch rannych do ośrodka leczenia oparzeń szpitala uniwersyteckiego w Ostrawie), a pozostałym udzielono pomocy lekarskiej na miejscu w punkcie opatrunkowym kopalni. 
Poszukiwanie ciał zawieszono w piątek 21 grudnia 2018 roku ze względu na zagrażające życiu ratowników warunki, w wyniku czego podjęto decyzję o budowie czterech tam. W sobotę ratownicy zakończyli budowę dwóch tam, mających na celu odciąć rejon pożaru od pozostałych wyrobisk. Następnego dnia rejon został odizolowany przy pomocy kolejnych dwóch tam. Do chodnika objętego pożarem został podany azot, będący gazem internym, aby przy jego pomocy zmniejszyć ilość powietrza w wyrobisku i ugasić pożar. Dzięki wtłoczeniu azotu warunki poprawiły się na tyle, że można było przeprowadzić rekonesans. Sześciu ratowników trafiło na trzy ciała, które wydobyto na powierzchnię i przewieziono do instytutu medycyny celem identyfikacji. Dalszą penetrację wyrobiska przerwano ze względu na niebezpieczne stężenie gazów, rosnącą temperaturę i ponowne zagrożenie wybuchem metanu. Po zamknięciu tam, za pomocą linii chromatograficznej monitorowane były parametry obrazujące sytuację w wyrobisku (temperatura, skład atmosfery i stężenie metanu) oraz nadal wtłaczano do niego azot, aby doprowadzić skład i temperaturę atmosfery do bezpiecznego poziomu. 
Przedstawiciele czeskich i polskich służb górniczych oraz ratowniczych w urzędzie górniczym w Ostrawie, przekazali 5 kwietnia 2019 roku na podstawie pomiarów z czujników wstępne ustalenia o ugaszeniu pożaru. Dziesięć dni później Czeski Urząd Górniczy wydał zgodę na wznowienie akcji ratowniczej, którą poprzedził rekonesans wyrobiska przy pomocy kamer oraz wykonanie ośmiu odwiertów mających na celu spuścić wypełniającą część wyrobiska wodę i potwierdzić ugaszenie pożaru. Zgodnie z ustaleniami akcję podzielono na cztery etapy, które obejmowały wydostanie na powierzchnię wszystkich ciał, zabezpieczenie około 4800 m² zamkniętego rejonu, likwidację tam oraz przywrócenie prawidłowej wentylacji obszaru. W akcji brali udział wyłącznie czescy ratownicy w ilości sześciu zastępów na każdej zmianie (około trzydziestu ratowników). Polskim przedstawicielem w kierownictwie akcji został prezes Centralnej Stacji Ratownictwa Górniczego w Bytomiu, Piotr Buchwald.
We wtorek 23 kwietnia 2019 roku wydobyto na powierzchnię zwłoki jednego z dziewięciu górników pozostających pod ziemią. Ciało znajdowało się w pobliżu tamy izolacyjnej, którą w zamkniętym wcześniej wyrobisku zbudowali ratownicy. Przy transportowaniu zwłok na powierzchnie obecni byli przedstawiciele prokuratury, policji oraz lekarz sądowy. Sekcja zwłok, którą przeprowadzono w piątek 26 kwietnia, nie wskazała przyczyny śmierci górnika, zaś stan ciała uniemożliwiał identyfikację. Do zidentyfikowania ofiary wykonano badania DNA. W sobotę 27 kwietnia wywieziono na powierzchnię kolejne cztery ciała górników w asyście prokuratora Prokuratury Powiatowej w Karwinie Jiří Foltyna, funkcjonariuszów policji Czeskiej Republiki, lekarza sądowowego, koronera oraz przedstawiciela Centralnej Stacji Ratownictwa Górniczego w Bytomiu, Andrzeja Kleszcza. Zwłoki przetransportowano do Instytutu Medycyny Sądowej w Ostrawie celem przeprowadzenia sekcji zwłok w obecności polskich prokuratorów wchodzących w skład zespół złożonego z czeskich i polskich śledczych. W sobotę 11 maja oraz niedzielę 12 maja 2019 roku czescy ratownicy wydostali na powierzchnię ostatnie cztery ciała, które znajdowały się w rejonie ściany wydobywczej. Sekcję zwłok prowadzono od 14 maja, a następnie ustalono tożsamość górników na podstawie pobranego materiału DNA.

### Dochodzenie
Zgodnie z czeskimi przepisami, postępowanie wyjaśniające przyczyny i okoliczności wszczął zaraz po katastrofie Okręgowy Urząd Górniczy w Ostrawie. W skład zespołu weszli przedstawiciele czeskiego nadzoru górniczego, związkowcy, przedstawiciele kopalni jako obserwatorzy oraz zaproszono polski urząd górniczy. Dzień po wypadku postępowanie dotyczące nieumyślnego sprowadzenia niebezpieczeństwa przez osoby odpowiedzialne za bezpieczeństwo i higienę pracy wszczęła Prokuratura Okręgowa w Gliwicach, a śledztwo przekazała Wydziałowi Kryminalnemu Komendy Wojewódzkiej Policji w Katowicach. W czwartek 27 grudnia 2018 roku odbyło się spotkanie przedstawicieli czeskiego i polskiego nadzoru górniczego, na którym ustalono zasady współpracy w zakresie badania przyczyn i okoliczności katastrofy górniczej. Strona czeska była reprezentowana przez Martina Štemberka, prezesa Wyższego Urzędu Górniczego w Pradze i Libora Hrocha, prezesa Okręgowego Urzędu Górniczego w Ostrawie, zaś przedstawicielem strony polskiej został Adam Mirek, prezes Wyższego Urzędu Górniczego i Zbigniew Rawicki, dyrektor Departamentu Górnictwa w tymże Urzędzie. Z inicjatywy polskiej prokuratury powołano 4 stycznia 2019 roku w Karwinie międzynarodowy zespół prokuratorski do wyjaśnienia okoliczności wypadku. Polscy i czescy śledczy uzgodnili na spotkaniu kwestie działalności i warunki na jakich zespół pracował. Zgodnie z ustaleniami w obu państwach toczyły się odrębne postępowania, a śledczy mieli za zadanie usprawnić wymianę materiału dowodowego i zapobiec dublowaniu czynności. Międzynarodowa umowa powołująca wspólny zespół śledczych została podpisana 18 stycznia 2019 roku. Śledztwo prowadzone przez polską prokuraturę obejmowało przesłuchanie świadków oraz gromadzenie i analizę dokumentacji związanej z zatrudnieniem górników. Według informacji przekazanych przez Joannę Smorczewską, rzeczniczkę Prokuratury Okręgowej w Gliwicach, dochodzenie nie wykazało nieprawidłowości w zakresie zatrudnienia ofiar katastrofy przez firmę Alpex.

## Ofiary katastrofy
W wyniku katastrofy zginęło 13 górników (12 Polaków i 1 Czech), którzy mieli od 29 do 54 lat. Polscy górnicy pracowali w przedsiębiorstwie Alpex i pochodzili w większości z województwa śląskiego, ale również z województw kujawsko-pomorskiego, wielkopolskiego i świętokrzyskiego.
Ofiary:

1. Zbigniew Adamski
2. Arkadiusz Brzozowski
3. Aleksander Gamrat
4. Bogdan Góral
5. Kamil Jaguś
6. Artur Jokiel
7. Patryk Kaczmarek
8. Krzysztof Krażewski
9. Marcin Leśniewski
10. Marek Oświeciński
11. Martin Přeček
12. Stanisław Trela
13. Piotr Wojciechowski